# Salma Saleh
Pour les articles homonymes, voir Saleh.
Salma Saleh, née le 19 décembre 2003 au Caire, est une gymnaste rythmique égyptienne.

## Carrière
Elle dispute les épreuves de groupe junior aux championnats d'Afrique de gymnastique rythmique 2016 à Walvis Bay, remportant trois médailles d'or en groupe 5 cerceaux, en groupe 5 ballons et en groupe 5 cerceaux + 5 ballons.
Aux championnats d'Afrique de gymnastique rythmique 2020 à Charm el-Cheikh, elle dispute les épreuves de groupe, remportant trois médailles d'or au général, en groupe 5 ballons et en groupe 3 cerceaux + 2 massues.